# 伊藤早苗
伊藤 早苗（いとう さなえ、1952年2月13日 - 2019年7月18日）は、日本の物理学者（女性）。理学博士。九州大学名誉教授。

## 人物
愛知県一宮市出身。東京都立国立高等学校を経て、東京大学理学部物理学科卒業。1979年、東京大学大学院理学系研究科（物理学専攻）博士課程修了。広島大学助手・講師・助教授、名古屋大学客員助教授、核融合科学研究所助教授などを経て1992年より九州大学応用力学研究所教授を務めた。
夫・伊藤公孝と共に、トロイダルプラズマ表面からの熱と粒子の損失が突如減りプラズマのエネルギーが上昇する現象（LH遷移）に対する理論的説明を提案したことで知られる。
2019年7月18日、食道がんのため死去。67歳没。死没日をもって正四位叙位・瑞宝中綬章追贈。

## 略歴
- 1979年 - 1983年 広島大学 助手
- 1983年 - 1985年 広島大学 講師
- 1985年 - 1989年 広島大学 助教授
- 1987年 - 1989年 名古屋大学プラズマ研究所 客員助教授併任
- 1989年 - 2009年7月 原子力委員会 専門委員
- 1989年 - 1992年 文部省核融合科学研究所 助教授
- 1992年4月 - 1992年7月 九州大学応用力学研究所付属強磁場プラズマ・材料実験施設 客員助教授併任
- 1992年7月 - 2017年3月 九州大学応用力学研究所 教授
- 2005年10月 - 2014年9月 日本学術会議会員
- 2009年10月 - 2017年3月 九州大学主幹教授
- 2010年10月 - 2012年3月 九州大学総長特別補佐
- 2009年10月 - 2011年3月 九州大学伊藤プラズマ乱流研究センター長
- 2011年4月 - 2014年3月 九州大学伊藤極限プラズマ研究連携センター長
- 2012年4月 - 2014年9月 九州大学副学長
- 2014年4月 - ? 九州大学極限プラズマ研究連携センター長
- 2014年10月 - ? 日本学術会議連携会員

## 受賞
- 1992年 第24回 日本原子力学会 論文賞
- 1993年 第39回 仁科記念賞
- 1996年 第4回 プラズマ・核融合学会 論文賞
- 1996年 第10回 日本IBM科学賞受賞
- 1998年 Humboldt research Award
- 2001年 英国物理学会フェロー
- 2004年 JPSJ注目論文
- 2005年 第10回 日本物理学会 論文賞
- 2006年 平成18年度科学技術分野文部科学大臣賞 科学技術賞
- 2006年 プロバンス大学名誉博士号
- 2007年 JPSJ注目論文
- 2007年 九州大学　研究産学官連携活動表彰
- 2008年 第16回 プラズマ・核融合学会 論文賞
- 2008年 九州大学　研究産学官連携活動表彰
- 2010年 九州大学　研究産学官連携活動表彰
- 2011年 九州大学　研究産学官連携活動表彰
- 2012年 九州大学　研究産学官連携活動表彰
- 2012年 日本物理学会 第17回論文賞
- 2013年 第21回 プラズマ・核融合学会 論文賞

## 著作

### 著書
- 「Transport and Structural Formation in Plasmas」 （1999年 Inst. of Physics Pub. Inc.） - 伊藤公孝、福山淳と共著
- 「Plasma and Fluid Turbulence」 （2003年 Inst. of Physics Pub. Inc.） - 伊藤公孝、吉澤徴と共著

### 訳書
- ジョン・ウェッソン「トカマク概論」 （2003年 九州大学出版会） - 矢木雅敏と共訳